# ロイ・ボール
ロイ・ボール（Lloy Ball, 1972年2月17日 - ）は、アメリカ合衆国の男子バレーボール選手。元アメリカ代表。

## 来歴
フォートウェイン出身。インディアナ州のIPFWでプレーしたのち、日本のVリーグの東レアローズへ入団。アメリカ国内には日本と同様、学生、アマチュアリーグしかないため、その後は欧州各国のプロリーグでプレーし、イタリア・セリエAのモデナ、ギリシャA1リーグのイラクリス・テッサロニキ、ロシアスーパーリーグのゼニト・カザンでそれぞれリーグ優勝に貢献した。
1994年に代表入りし、アメリカ代表として通算398試合に出場。1995年ワールドカップでベストサーバー賞、1999年ワールドカップでベストセッター賞、2008年ワールドリーグでは初優勝に貢献するとともに最優秀選手賞とベストセッター賞を受賞した。オリンピックには4大会出場し、2008年北京オリンピックで金メダルを獲得した。
2015年7月、バレーボール殿堂入りの栄に浴した。

## 球歴
- オリンピック - 2008年（金メダル）、1996年（9位）、2000年（11位）、2004年（4位）
- 世界選手権 - 1998年（9位）、2002年（9位）
- ワールドカップ - 1995年（4位）、1999年（4位）、2003年（4位）、2007年（4位）
- ワールドリーグ - 2008年（優勝）、1994年、1995年、2000年

## 所属クラブ
- IPFW（1995-1996年）
- 東レアローズ（1996-1999年）
- アメリカナショナルチーム（1999-2000年）
- パッラヴォーロ・モデナ（2001-2004年）
- イラクリス・テッサロニキ（2004-2006年）
- ゼニト・カザン（2006-2011年）
- ウラル・ウファ（2011-2012年）